# 马勒伊莱莫
马勒伊莱莫（法語：Mareuil-lès-Meaux，法語發音：[maʁœj lɛ mo] ⓘ，意为“莫城附近的马勒伊”）是法国法蘭西島大區塞纳-马恩省的一个市镇，属于莫城区。 

## 地理
马勒伊莱莫（48°55'39"N, 2°51'35"E）面积7.17 平方千米，位于法国法蘭西島大區塞纳-马恩省，该省份为法国北部内陆省份，北起瓦兹省，西接埃松省、马恩河谷省、塞纳-圣但尼省和瓦兹河谷省，南至卢瓦雷省，东南接约讷省，东临马恩省和奥布省，东北接埃纳省。
与马勒伊莱莫接壤的市镇（或旧市镇、城区）包括：楠特伊莱莫、坎西瓦桑、维勒努瓦、布蒂尼、孔代圣利比艾尔、伊勒莱维勒努瓦、莫城。

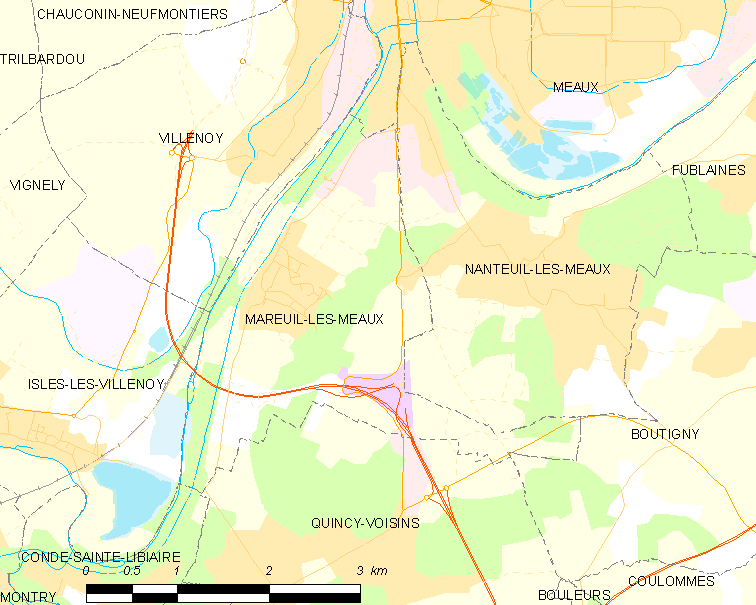
马勒伊莱莫的OSM定位图

马勒伊莱莫的时区为UTC+01:00、UTC+02:00（夏令时）。

## 行政
马勒伊莱莫的邮政编码为77100，INSEE市镇编码为77276。

## 政治
马勒伊莱莫所属的省级选区为克莱-苏伊县。

## 人口

1962-2008年间马勒伊莱莫人口变化图示

马勒伊莱莫于2022年1月1日时的人口数量为3313人。